# Tupolev Tu-16
Tupolev Tu-16 (V kódu NATO „Badger“) byl sovětský dvoumotorový dálkový bombardér z 1. poloviny 50. let 20. století. Ve službě byl více než 40 let. Čínská verze Xian H-6 zůstává nadále ve službě u letectva ČLR.

## Vývoj

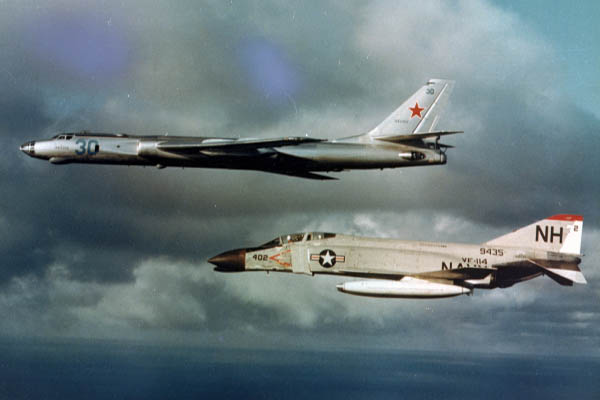
Průzkumný Tu-16 doprovázený stíhačkou F-4 Phantom II amerického námořnictva nad Tichým oceánem v roce 1963

Na konci čtyřicátých let byl Sovětský svaz pevně odhodlaný soutěžit se Spojenými státy ve schopnostech strategického bombardování, ale jediným sovětským bombardérem byl v té době Tupolev Tu-4 - kopie amerického B-29 Superfortress. Vývoj výkonného proudového motoru Mikulin AM-3 vedl k možnosti velkého, proudového bombardéru.
Konstrukční kancelář Tupolev začala pracovat na prototypu Tu-88 („letoun N“) v roce 1950. Tu-88 poprvé vzlétl 27. dubna 1952. Po vítězství v soutěži s letounem Iljušin Il-46 byla v prosinci 1952 schválena výroba. Na svou dobu se jednalo o poměrně moderní letoun. První sériové bombardéry vstoupily do služby u sovětského letectva v roce 1954 a dostaly služební označení Tu-16. Severoatlantická aliance (NATO) letouny označila jako Badger-A.
Dostal nové, velké šípové křídlo a dva výkonné proudové motory Mikulin AM-3 - do každého kořenu křídla jeden. Mohl nést jednu velkou konvenční pumu FAB-9000 o hmotnosti 9 000 kg (20 000 lb) (ruský ekvivalent britské pumy Grand Slam) nebo různé jaderné zbraně na vzdálenost přibližně 4 800 km (3 000 mil). Výroba probíhala ve 3 leteckých závodech - v Kazani, Kujbyševu a Voroněži.
Ačkoli Tu-16 začal službu jako výškový bombardér shazující volně padající pumy, byl v polovině padesátých let vybaven nosit rané sovětské řízené střely. Verze Tu-16KS-1 (Badger-B) mohla nést rakety AS-1 v bojovém rádiusu 1 800 km. Tyto velké zbraně byly aerodynamicky podobné stíhačce MiG-15 a vybavené buď jadernou nebo konvenční hlavicí s dosahem asi 140 km (85 mil). Byly určeny k použití hlavně proti letadlovým lodím amerického námořnictva a jiným velkým lodím. Letouny Tu-16 byly dále vyzbrojovány novějšími a pokročilejšími raketami, zatímco jejich označení se několikrát změnilo.
Letoun měl univerzální konstrukci a tak vznikl v mnoha specializovaných variantách pro průzkum, námořní hlídkování, shromažďování elektronických informací (ELINT) a elektronický boj (ECM). V letech 1954–1962 bylo ve třech závodech v SSSR postaveno celkem 1 507 letadel. Civilní adaptace Tupolev Tu-104 sloužila v sovětském Aeroflotu. Tu-16 byl také vyvážen do Indonésie, Egypta a Iráku. Do roku 1993 sloužil v sovětském letectvu i námořním letectvu a následně ruských silách.
Letouny vyráběla bezlicenčně i Čína jako Xian H-6. Tu-16 bylo vyrobeno 1 509 kusů a většina z nich je dnes vyřazena. Několik se dochovalo jako muzejní exponáty.

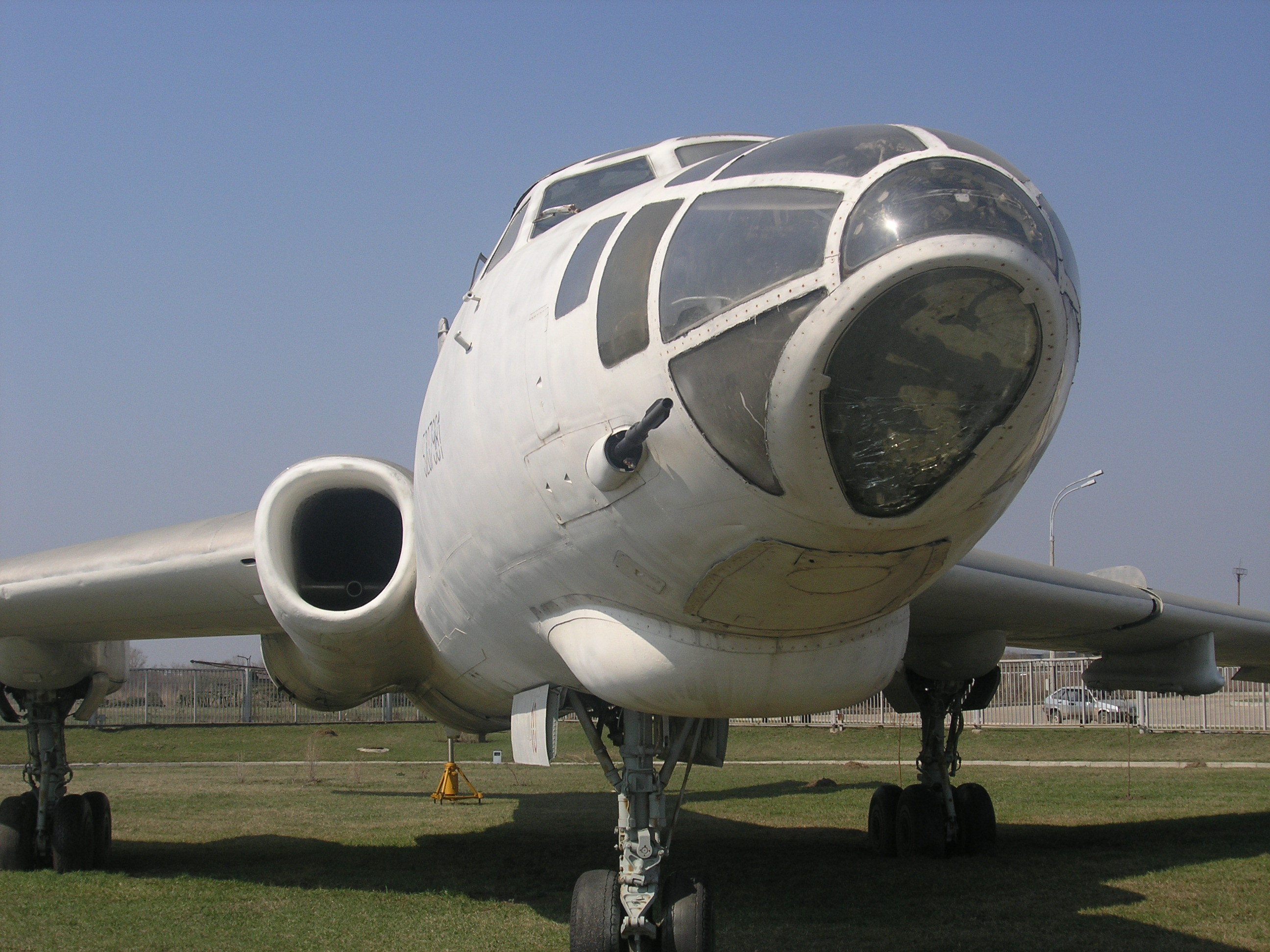
Přední část trupu
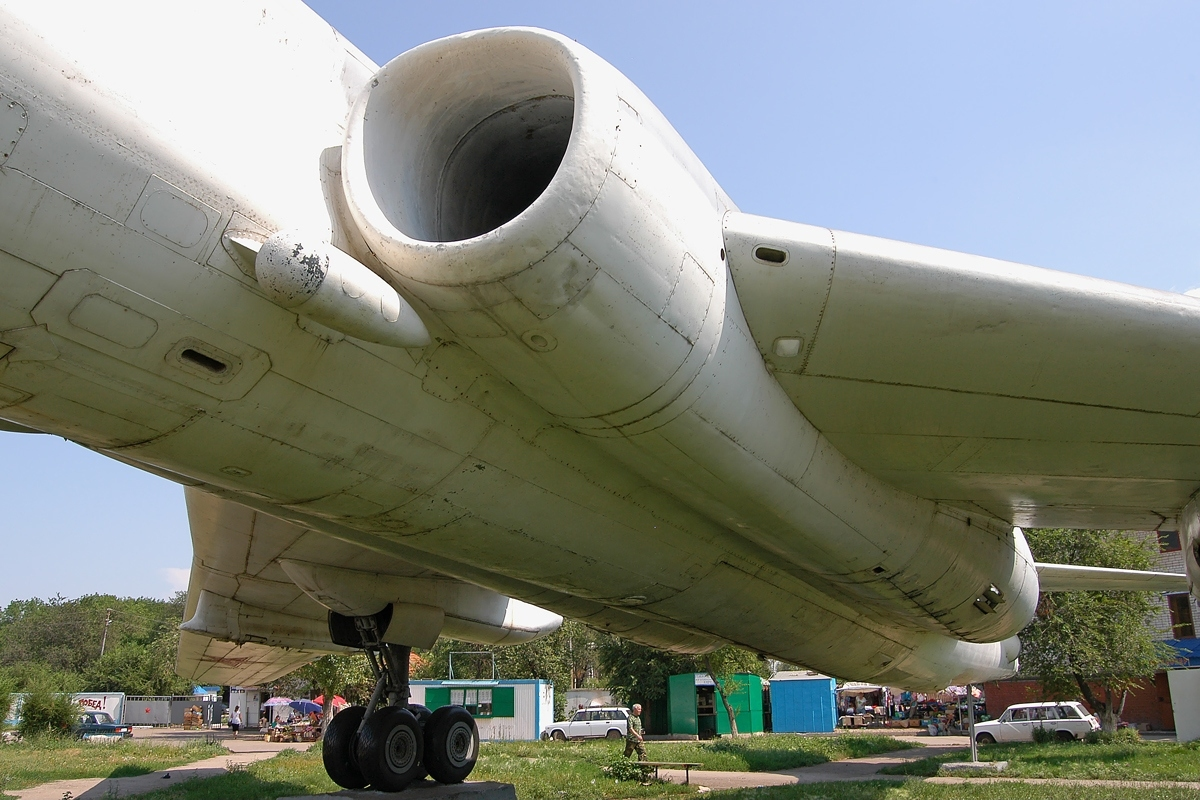
Střední část trupu a motorová gondola
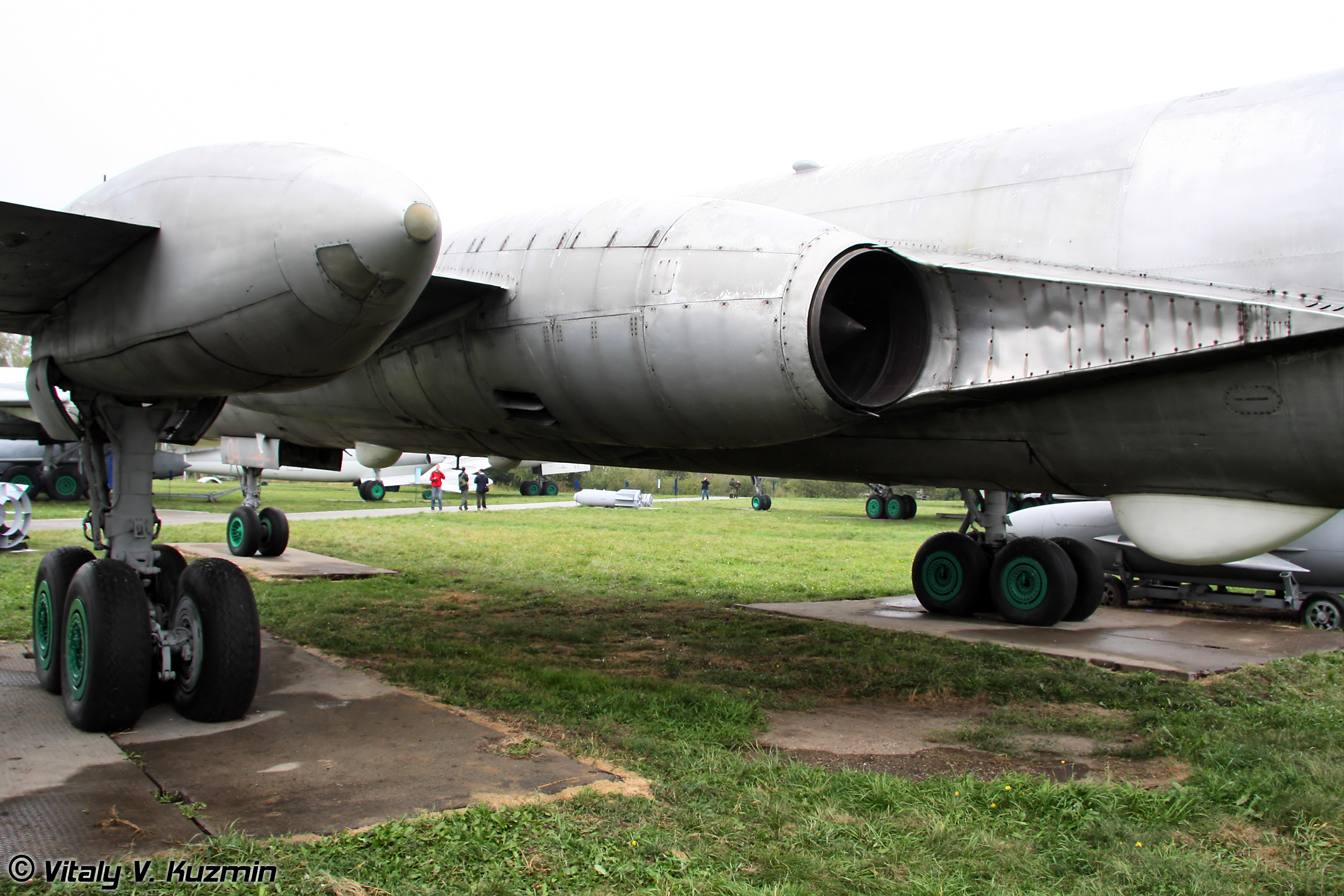
Podvozková gondola a levý výstup motoru
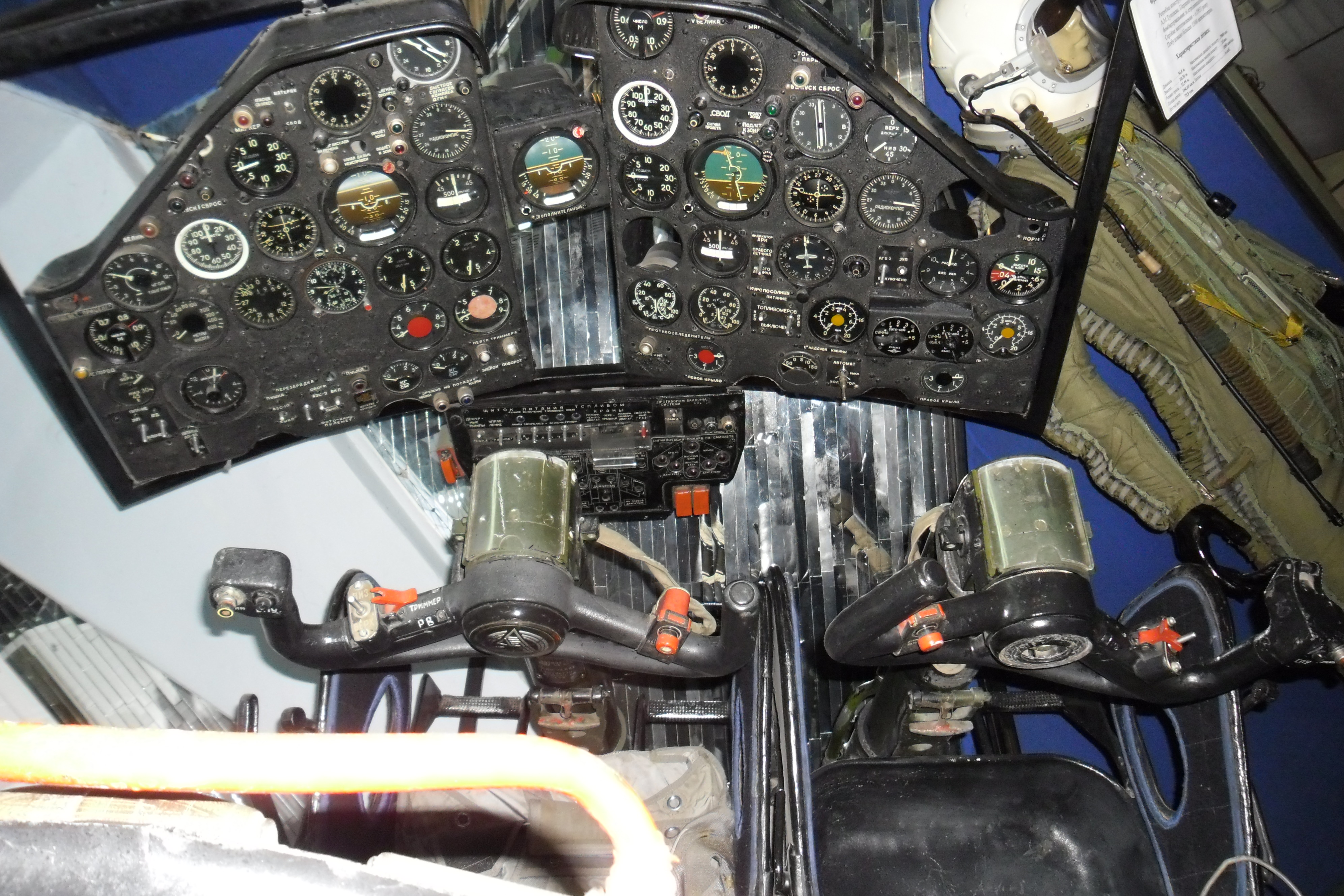
Část kokpitu Tu-16
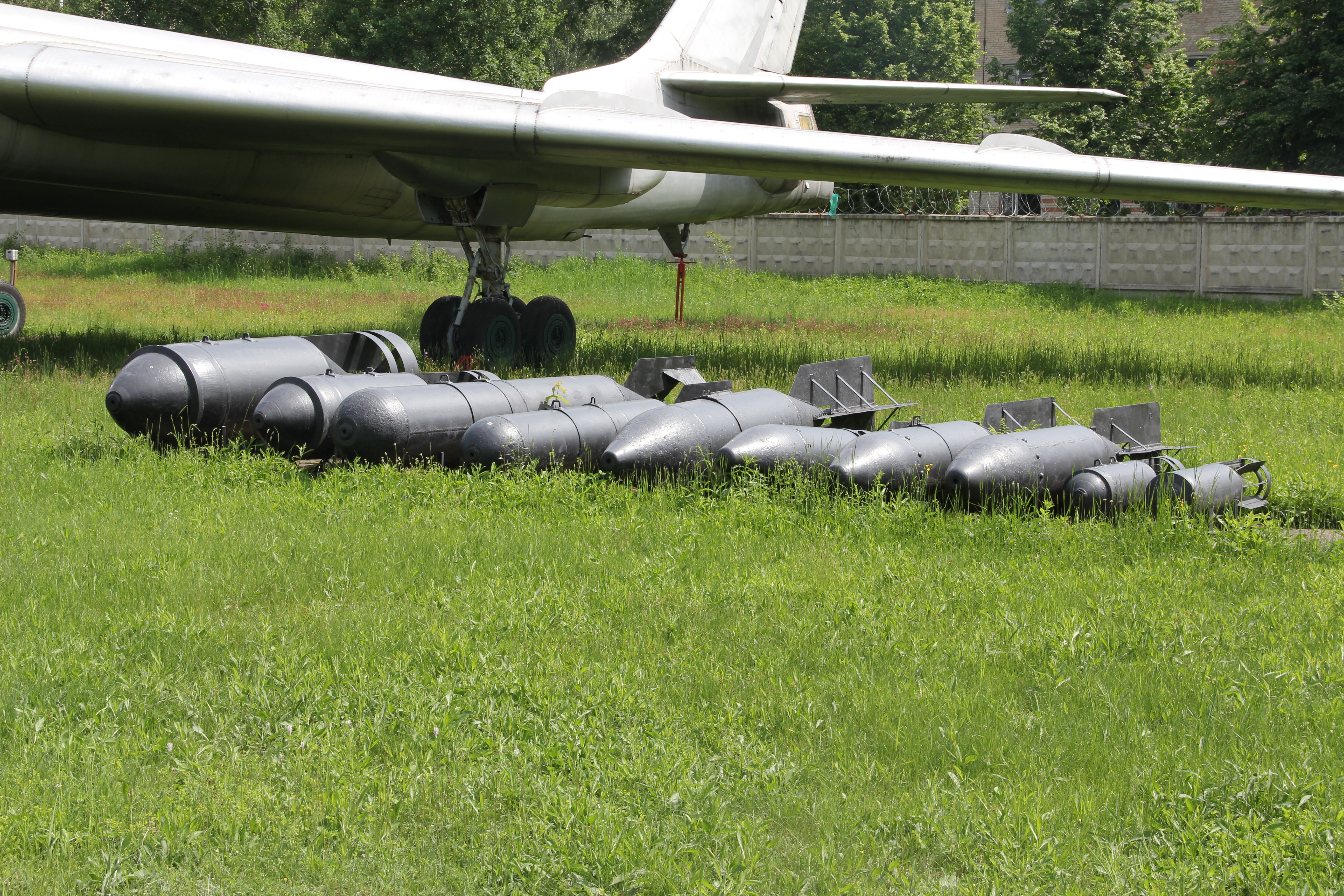
Ukázka volně padající munice pod křídlem Tu-16 v Moninu

## Služba

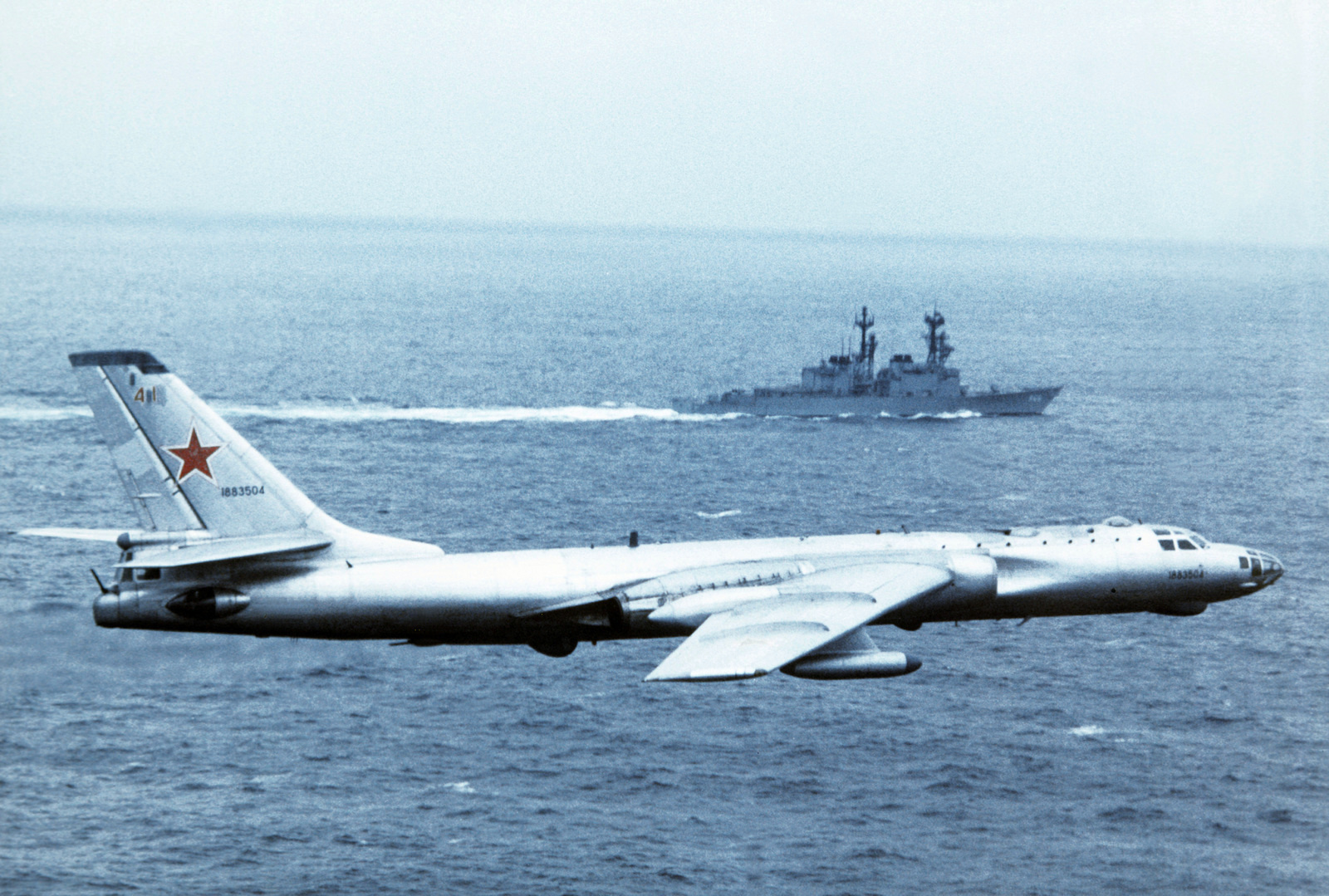
Tu-16 a USS Hewitt, cca 1978

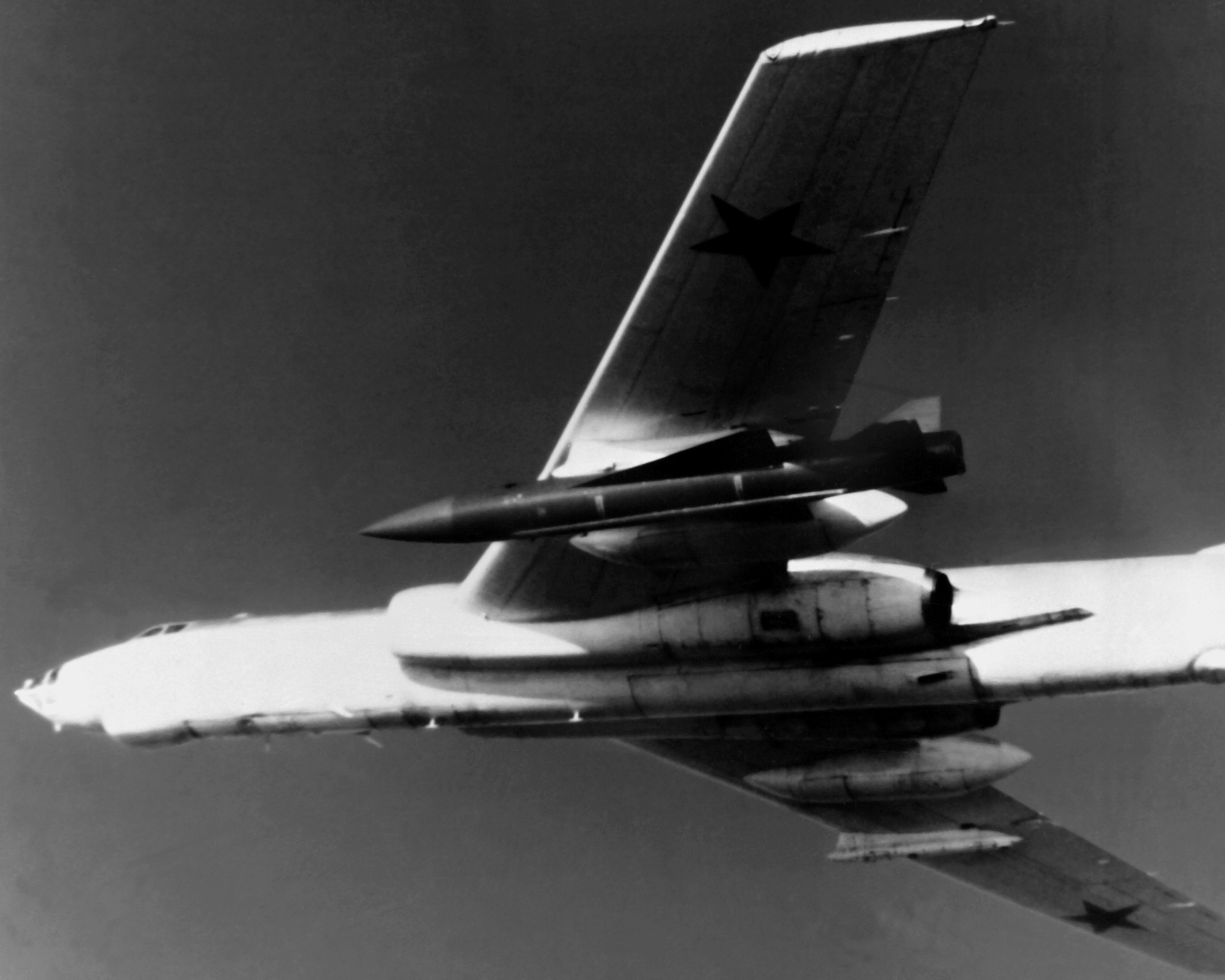
Tu-16 Badger G se střelou KSR-5

První letouny vstoupily do služby u sovětského dálkového letectva a poté u námořního letectva v roce 1954 a 1. května 1954 byly představeny na přehlídce nad Rudým náměstím. Následující desetiletí byl Tu-16 základním sovětským strategickým bombardérem, který byl součástí odstrašovacích sil. Bombardéry byly používány u pluků těžkých bombardérů (TBAP), 2 nebo 3 divizí těžkých bombardérů (TBAD). Divize byly součástí sboru těžkých bombardérů a od roku 1980 - letecké armády Nejvyššího velitelství (VA VGK), tvořící dálkové letectvo (DA - Dalna Aviacja). Vzhledem ke svému doletu byly jejich primárním cílem vojenské základny NATO v západní Evropě. Od poloviny 50. let probíhal výcvik s jadernými zbraněmi Tu-16A na cvičištích v Semipalatinsku a Nové Zemi. 22. listopadu 1955 byla z Tu-16V svržena první sovětská vodíková puma 1,6 Mt RDS-37d (později byla její síla zvýšena na 2,9 Mt). V roce 1962, který byl v tomto ohledu rekordním, posledním před koncem jaderných testů, bylo z letounů Tu-16 svrženo až 24 atomových a vodíkových pum.
Tu-16 různých verzí u námořního letectva často doprovázely skupiny lodí NATO v mezinárodních vodách, zejména skupiny amerických letadlových lodí (v roce 1968 jeden havaroval v Norském moři v blízkosti letadlové lodi USS Essex). Podle ruských zdrojů v roce 1980 jeden z letounů za záhadných okolností zmizel, což nevylučovalo[zdroj⁠?!] sestřelení japonskými loděmi v Tichém oceánu.
Jediným konfliktem, kterého se sovětské Tu-16 účastnily, byla válka v Afghánistánu. Od 19. dubna 1984 po několik dní prováděly letouny 200. gardového pluku z Bobrujsku a 251. skupiny z Bíle Cerkve spolu s bombardéry Tu-22M hromadné nálety v pandžšírském údolí ve snaze zničit jednotky Ahmad Šáha Masúda, hlavně pomocí 250kg pum. Podílely se na tom nosiče raket verze Tu-16KSR uzpůsobené pro nesení pum. Tu-16 opět bombardoval cíle těžkými pumami v létě 1986. Naposledy byl Tu-16 použit od 251. skupiny v posledních měsících před stažením z Afghánistánu od října 1988. Tehdy byly použity pumy FAB-9000 o 9000 kg proti partyzánským odbojovým bodům v jeskyních – celkem bylo svrženo 289 pum.
V roce 1981 sloužilo 487 Tu-16 u dálkového letectva a 474 u námořního letectva, z toho asi 200 nosičů raket K-10 a 156 Tu-16 u sovětského letectva. Jejich počet se do konce desetiletí výrazně snížil. S rozpadem SSSR přijala 121 letadel Ukrajina, 18 Bělorusko a zbytek Rusko. V Rusku Tu-16 sloužil asi do roku 1994, v jiných zemích podobně.

### Zahraniční uživatelé

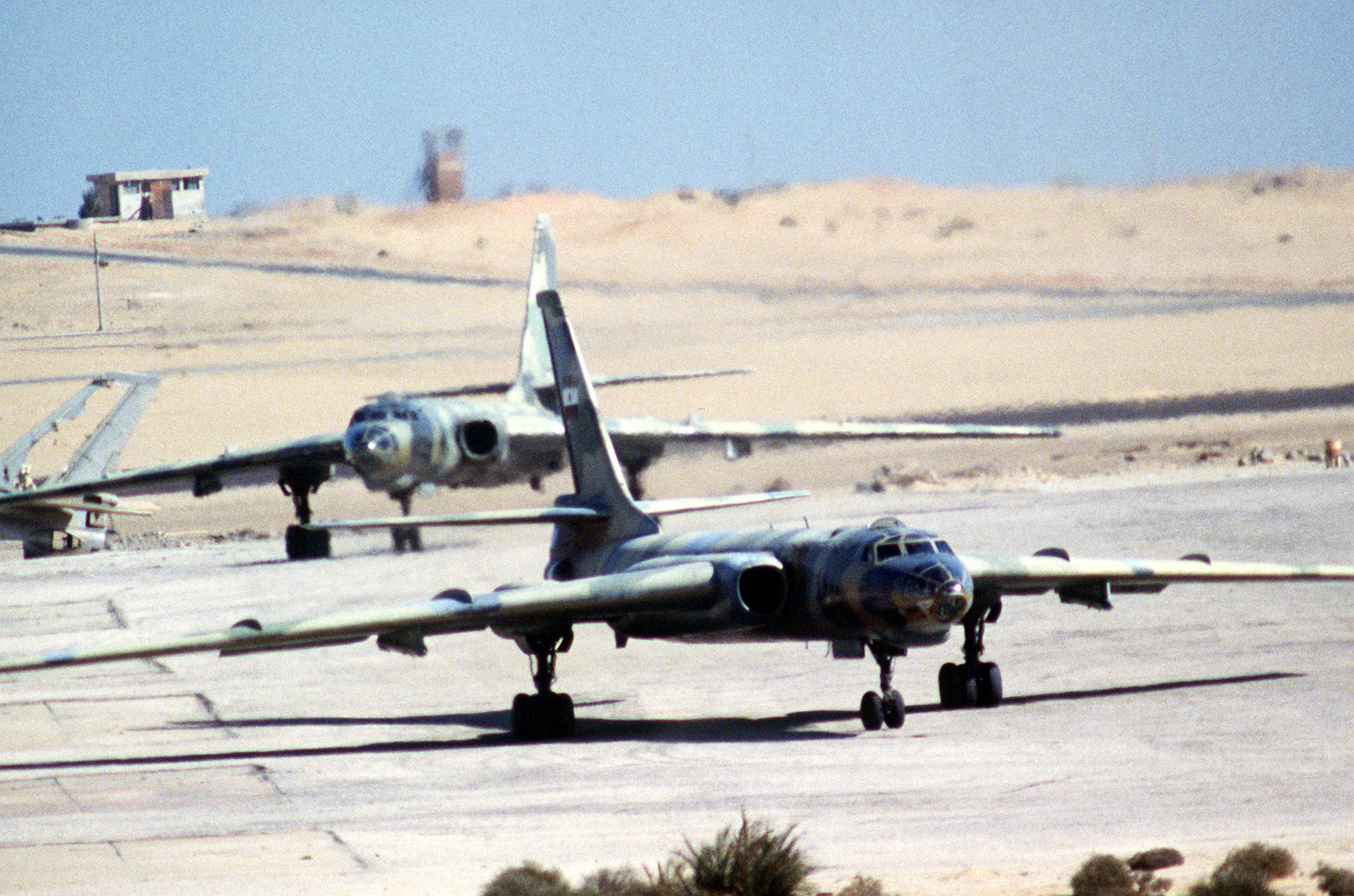
Egyptské Tu-16KSR-2-11 v roce 1980

Od roku 1958 byly letouny Tu-16 dodávány do Číny a zde byla poté s pomocí Sovětského svazu zahájena jejich licenční výroba jako Xian H-6. Dne 14. května 1966 byla z H-6A sestaveného ze sovětských dílů svržena třetí čínská testovací atomová puma. V Číně je Xian H-6 dosud v 21. století jediným strategickým bombardérem, a to i přes jeho zastaralou konstrukci.
Další zemí používající Tu-16 byla Indonésie. Tváří v tvář hrozícímu konfliktu s Nizozemskem o Západní Novou Guineu poskytl SSSR v létě 1961 Indonésii 25 nebo 20 raketových nosičů Tu-16KS, zpočátku se sovětskými posádkami, aby nizozemské námořnictvo odradil. Byly umístěny poblíž Jakarty. Po zhoršení vztahů mezi Indonésií a SSSR byly staženy pro nedostatek náhradních dílů.
Od roku 1963 prodal SSSR Egyptu asi 30 Tu-16 různých verzí, včetně asi 20 Tu-16KS. Všechny byly zničeny na letišti v Káhiře při operaci Moked, překvapivých náletech izraelského letectva na začátku Šestidenní války v roce 1967 (po tomto incidentu se u sovětského letectva začaly používat kryté hangáry). Již v září 1967 dodal SSSR Egyptu další Tu-16 spolu s nosiči raket KSR-2 a KSR-11, torpédové Tu-16T a průzkumné Tu-16R. Během Jomkipurské války v říjnu 1973 bylo z Tu-16 odpáleno 25 raket KSR-2 a KSR-11, z nichž 20 izraelská protiletadlová obrana zachytila a zbytek zničil dvě radarové stanice a jednu izraelskou základnu. Podle izraelských údajů byl za války sestřelen jeden Tu-16 (egyptská strana to nepotvrzuje). Naposledy byly egyptské Tu-16 v boji použity v červenci 1977 během čtyřdenní války s Libyí při náletech na Tobruk, El-Adem a Al-Kufru. Podle libyjských údajů byly dva Tu-16 sestřeleny (egyptská strana to nepotvrzuje). Egypt měl v 90. letech 16 dalších Tu-16, ale ty byly koncem dekády vyřazeny.
Dalším uživatelem Tu-16 byl Irák. Během Šestidenní války měl v roce 1967 6 letadel, z nichž 1 Izrael sestřelil při pokusu o nálet na Tel Aviv. V 70. letech bylo do Iráku dodáno 8 Tu-16KSR-2-11. Používaly se mj. v boji proti kurdským partyzánům. Během irácko-íránské války v letech 1980-88 Irák používal 8 bojových letadel, vč. náletu na teheránské letiště. Na konci 80. let Irák zakoupil 4 čínské H-6D s raketami C-601. Během první války v Zálivu v roce 1991 byla většina Tu-16, trpících nedostatkem náhradních dílů, zničena na zemi koaličním letectvem.

## Varianty

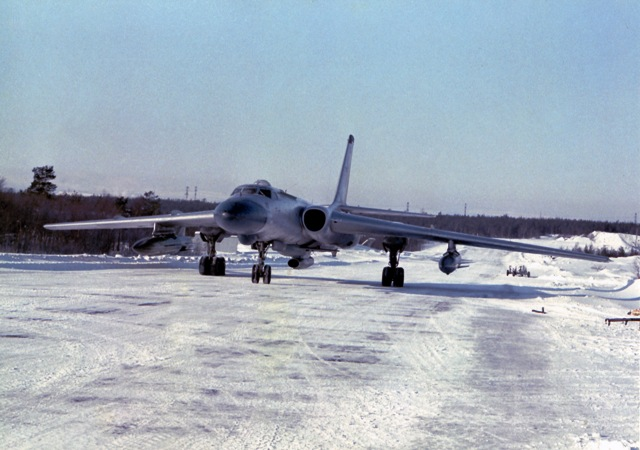
Tu-16K-10-26 letectva Severního loďstva s plnou raketovou výzbrojí - dvěma KSR-5 a jednou K-10S, přibližně 1990-91.

- Tu-16A – základní model – bombardér. V současné době slouží tyto letouny jako vzdušné tankery
- Tu-16B – nosiče střel s plochou dráhou letu. V současnosti se používají jako konvenční bombardéry
- Tu-16C – protilodní verze s výkonným radarem, nesoucí střelu s plochou dráhou letu Kipper
- Tu-16D – námořní elektronický průzkumný letoun.
- Tu-16E – průzkumná verze s baterií kamer v pumovnici
- Tu-16F – průzkumná verze
- Tu-16G – verze pro odpalování střel s plochou dráhou letu
- Tu-16H – verze pro radioelektronický boj
- Tu-16J – verze pro radioelektronický boj
- Tu-16K – elektronická speciální průzkumná verze

## Uživatelé
Arménie
- Arménské letectvo (vyřazen)

 Ázerbájdžán
- Ázerbájdžánské letectvo (vyřazen)

 Bělorusko
- Běloruské letectvo (vyřazen)

 Čína
- Letectvo Čínské lidové republiky

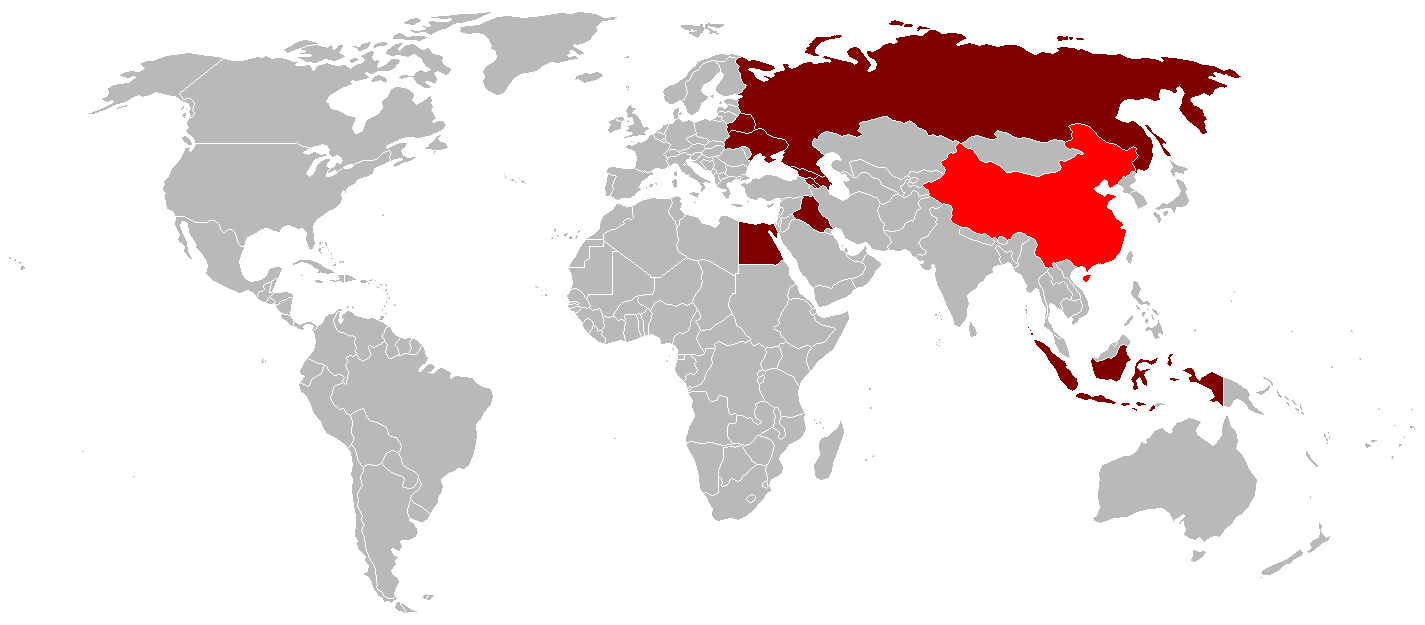
Mapa zahraničních uživatelů

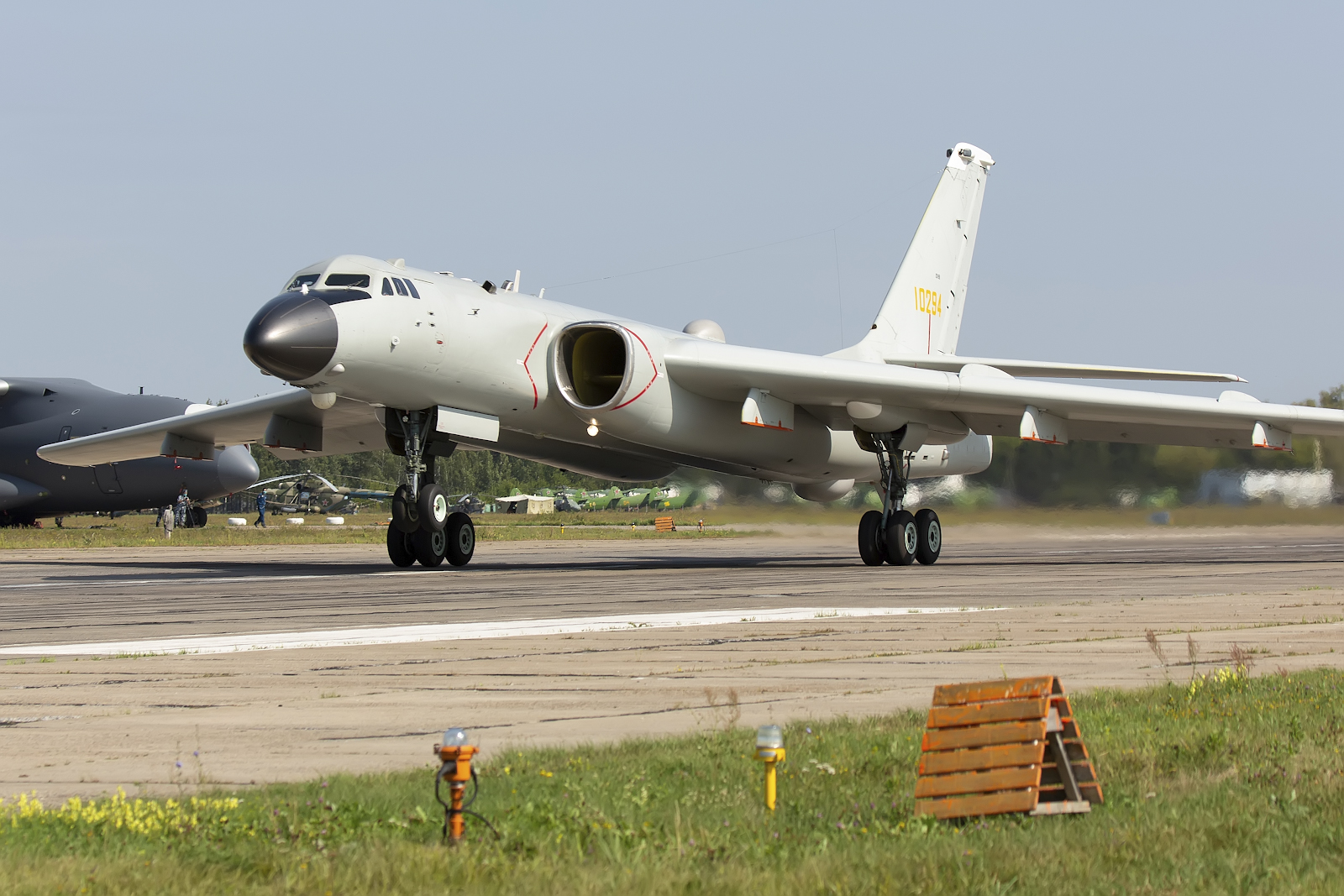
Xian H-6

- Námořní letectvo Čínské lidové republiky

 Egypt
- Egyptské vojenské letectvo Dodáno celkem 30 kusů Tu-16A (vyřazen)

 Gruzie
- Gruzínské letectvo (vyřazen)

 Indonésie
- Indonéské letectvo V období 1961-63 dodáno 25 kusů Tu-16B (vyřazen)

 Irák
- Irácké letectvo Dodáno 9 strojů (vyřazen)

 Rusko
- Vojenské vzdušné síly Ruské federace (vyřazen)
- Ruské námořní letectvo

 SSSR
- Sovětské letectvo
- Sovětské námořní letectvo

 Ukrajina
- Ukrajinské letectvo (vyřazen)

## Nehody a incidenty
- 25. května 1968 Tu-16 Badger-F sovětského letectva pilotovaný plukovníkem Andrejem Plijevem létal velmi nízko poblíž letadlové lodě USS Essex (CV-9) amerického námořnictva v Norském moři.[3] Tu-16 provedl čtyři průlety, než jeho křídlo zavadilo o hladinu moře a letoun havaroval bez přeživších. Američané později objevili tři těla.[4][5][6] Část incidentu byla posádkou lodi zaznamenána na kameru.
- 28. srpna 1978 havaroval raný model Tu-16 na ostrově Naděje na Špicberkách. Při nehodě zahynulo všech sedm členů posádky. Letoun objevil čtyřčlenný norský meteorologický tým. SSSR odmítl ztrátu letadla připustit, dokud jim nebyla předložena těla členů posádky. Norsko obsah letového zapisovače přes námitky sovětské vlády přepsalo.[7][8][9]
- 27. června 1980 došlo k havárii Tu-16 sovětského letectva při letu v blízkosti letecké základny Komatsu v prefektuře Išikawa v Japonském moři (tzv. „Tokio Express“). Opět nikdo nepřežil. Ostatky těl tří členů posádky byly vyzvednuty lodí Nemuro japonského námořnictva.

## Specifikace (Tu-16)

### Technické údaje
- Posádka: 6-7
- Délka: 34,80 m
- Rozpětí: 32,93 m
- Výška: 10,8 m
- Plocha křídel: 165 m²
- Hmotnost prázdného letadla: 37 000 kg
- Vzletová hmotnost: 72 000 kg
- Pohonná jednotka: 2× proudový motor Mikulin AM-3M
  - Tah bez forsáže: 93,16 kN (každý motor)

### Výkony
- Maximální rychlost: 1 050 km/h
- Dolet: 7 200 km
- Dostup: 12 300 m
- Plošné zatížení: 460 kg/m²
- Poměr tah/hmotnost: 0,24

### Výzbroj
- Kanony: 7× kanón AM-23 ráže 23 mm (6 ve třech střeleckých věžích, 1 vpředu)
- Závěsy: 2 pylony na křídlech pro pumy nebo střely, plus pumovnice (záleží na variantě)
- Střely:
  - Badger-B 2 × protilodní střela Raduga KS-1 Komet (AS-1 Kennel) pod křídly
  - Badger-C 1 × protilodní střela Raduga K-10S (AS-2 Kipper) částečně zapuštěná v pumovnici
  - Badger-C/G 2 × protilodní střela Raduga KSR-2 (AS-5 Kelt) nebo Raduga KSR-5 (AS-6 Kingfish) pod křídly
- Pumy: Badger-A + 9 000 kg (20 000 lb) volně padajících pum